# Difenilacetilenă
Difenilacetilena este un compus organic cu formula de structură H5C6-C≡C-C6H5. Molecula este formată din două grupări fenil legate printr-o catenă liniară nesaturată. Formează în condiții normale cristale incolore și este folosită în general ca ligand în chimia organometalică.

## Preparare
S-au descoperit câteva metode de obținere pentru difenialcetilenă, printre care se numără:
- condensarea benzilului cu hidrazină pentru a da bis(hidrazonă), care este oxidată cu oxid de mercur. [1]
- stilbenul se bromurează, iar apoi produsul este dehidrohalogenat, [2] însă în final pot exista resturi de stilben, care sunt greu de înlăturat. [1]

## Derivați
- În urma reacției difenilacetilenei cu tetrafenilciclopentadienona rezultă hexafenilbenzen:[3]